# Алесандрија (округ)
Округ Алесандрија (итал. Provincia di Alessandria) је округ у оквиру покрајине Пијемонт у северозападној Италији. Седиште округа покрајине и највеће градско насеље је истоимени град Алесандрија.
Површина округа је 3.560 км², а број становника 438.383 (2008. године).

## Природне одлике
Округ Алесандрија се налази у северозападном делу државе, без излаза на море. Округ обухвата већи део историјског подручја Монферат. Северна половина округа је равничарског и валовитог карактера, у области Падске низије. Јужни део чине планине северних Апенина. Средишња река у округу је река Танаро, која се у његовом североисточном делу улива у По, који је северна граница округа Алесандрија.

## Становништво
По последњим проценама из 2008. године у округу Алесандрија живи око 440.000 становника. Густина насељености је велика, преко 120 ст/км². Посебно је густо насељено подручје уз реке.
Поред претежног италијанског становништва у округу живе и велики број досељеника из свих делова света.

## Општине и насеља
У округу Алесандрија постоји 190 општина (итал. Comuni).
Најважније градско насеље и седиште округа је град Алесандрија (93.000 становника) у средишњем делу округа, а други по величини град је Казале Монферато (36.000 ст.) у његовом северном делу.